# حركة جسدية

ينخفض نشاط 

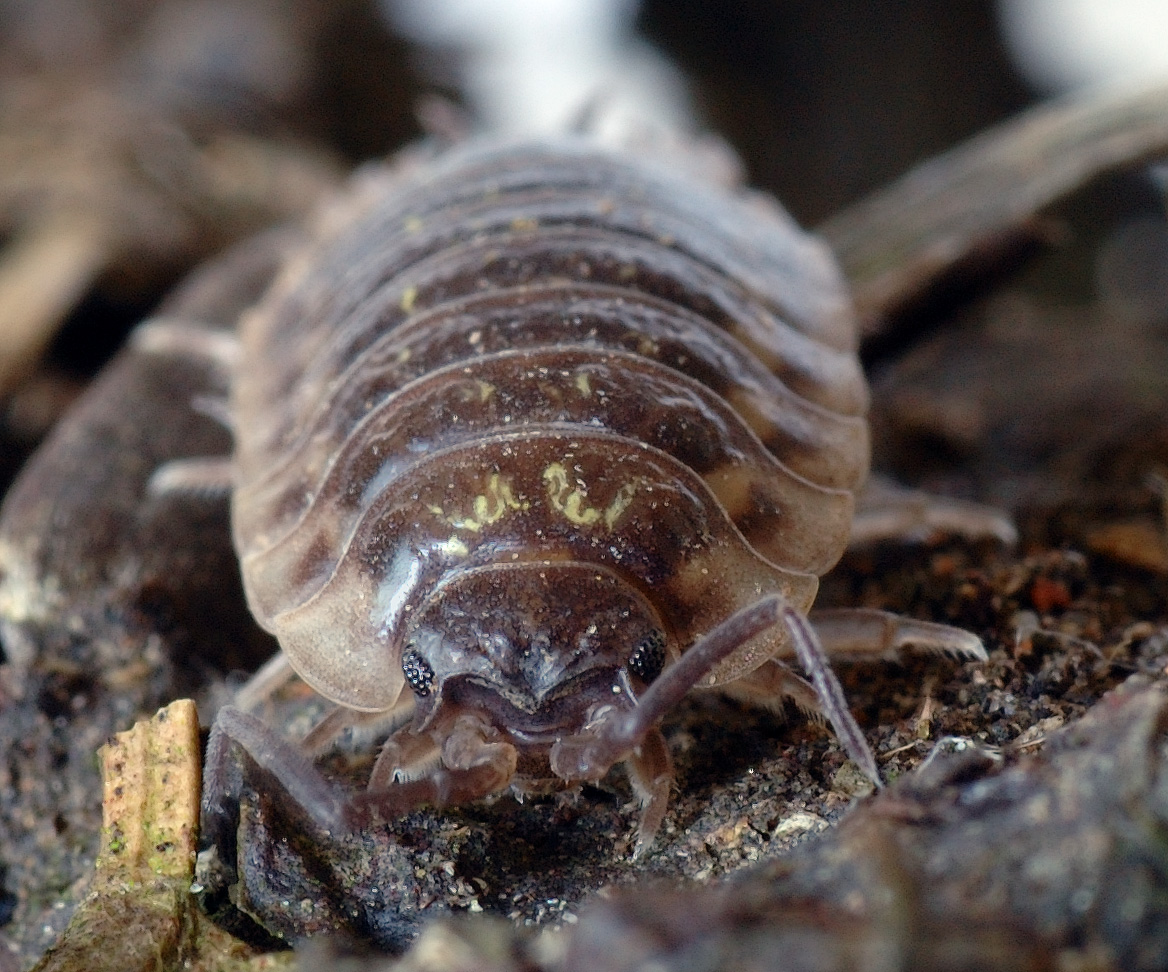
قمل الخشب مع زيادة نسبة الرطوبة.

الحركة الجسدية، مثل الانجذاب، عبارة عن حركة أو نشاط لإحدى الخلايا أو الكائنات الحية استجابة لمستحث. وعلى الرغم من ذلك، وعلى عكس الانجذاب، تكون الاستجابة للمستحث المقدم (مثل التعرض للغاز أو شدة الضوء أو درجة الحرارة المحيطة) غير اتجاهية.
النوعان الرئيسيان من الحركة الجسدية هما:
الحركة الجسدية المستقيمة: هي الحركة التي تعتمد فيها سرعة الحركة للفرد على شدة المستحث. مثل حركة قملة الخشب حسب درجة الحرارة. ومع زيادة الرطوبة، تتزايد النسبة المئوية للوقت الذي يظل فيه قمل الخشب ساكنًا.
الحركة الجسدية المشتتة: وهي الحركة التي يتناسب فيها تكرار أو معدل الدوران مع شدة المستحث.
تنتج عن كل من الحركة الجسدية المستقيمة والحركة الجسدية المشتتة تجمعات. إلا أن المستحث لا يجذب الأشخاص أو يصدهم.
يمكن تطبيق نفس بادئات "الانجذاب" على الحركات الجسدية؛ راجع أيضًا الحركة الجسدية
الحركة الجسدية في الحيوانات عبارة عن استجابة غير اتجاهية لمستحث، مثل الرطوبة. ولا يتحرك الحيوان للأمام أو بعيدًا عن المستحث، ولكنه يتحرك إما بمعدل بطيء أو سريع اعتمادًا على «منطقة الارتياح» الخاصة به.
وفي هذه الحالة، يقصد من الحركة السريعة (غير العشوائية) أن الحيوان يبحث عن منطقة الارتياح الخاصة به، ولكن الحركة البطيئة تشير إلى أنه وجد هذه المنطقة.

## وصلات خارجية
- Host-plant finding by insects: orientation, sensory input and search patterns نسخة محفوظة 8 أغسطس 2012 على موقع واي باك مشين.